# Padiernos
Padiernos település Spanyolországban, Ávila tartományban. Padiernos Sanchorreja, La Torre, Casasola, Muñopepe, Salobral, Niharra, Sotalbo, Muñogalindo és Solosancho községekkel határos. Lakosainak száma 275 fő (2024).

## Népesség
A település népessége az utóbbi években az alábbiak szerint változott:
| Lakosok száma | 249  | 226  | 243  | 258  | 261  | 290  | 291  | 271  | 280  | 275  |
|               | 2001 | 2004 | 2006 | 2009 | 2011 | 2014 | 2016 | 2019 | 2021 | 2024 |